# 下案会議
下案会議（したあんかいぎ）とは日本国有鉄道で全国規模の白紙ダイヤ改正を行う際に本社と全国の鉄道管理局の輸送担当者が集まって開催された会議である。開催期間は2週間にも及ぶ。全国下案会議とも称した。

## 会議の流れ
会議は旅客と貨物に分けて行われる。旅客の場合最初に旅館の座敷で浴衣姿の総会が開かれる。これは本社の幹部の挨拶、質疑応答などであり、それから系統別分科会が開かれる。旅客営業、列車、車両、乗務員など専門分野に分かれて議論する場である。それから線区別分科会、地区別分科会と開かれた。最後に再び総会が開かれて終了する。
この後各地に担当者が持ち帰った案が地方で議論され、修正要求が出される。そして本会議が全国から担当者を集めて開かれ、新ダイヤが確定する。

## 会場
会場は温泉地の旅館を借り切って行われた。何百人もの担当者が一堂に会し、担当者が自分の管理局や輸送計画室と電話連絡するための鉄道電話が複数旅館にひきこまれた。このような会議を開ける旅館は限られていた。いつも浅虫温泉、飯坂温泉、水上温泉、伊東温泉、片山津温泉、南紀白浜温泉、別府温泉などの旅館が選ばれた。このため、俗に「温泉会議」とも称された。